# Jette (Montana)
Jette – jednostka osadnicza w Stanach Zjednoczonych, w stanie Montana, w hrabstwie Lake.